# Back Stage
Back Stage er en amerikansk stumfilm fra 1923 af Robert F. McGowan.

## Medvirkende
- Joe Cobb som Joe
- Jackie Condon som Jackie
- Mickey Daniels som Mickey
- Jack Davis som Jack
- Allen "Farina" Hoskins som Farina
- Ernie "Sunshine Sammy" Morrison som Ernie
- Andy Samuel som Andy